# Running Man (chương trình truyền hình Việt Nam)
Running Man hay Running Man Vietnam (tên tiếng Việt hiện tại: Running Man Vietnam 3 - Chạy ngay đi) là phiên bản Việt hóa của chương trình truyền hình thực tế nổi tiếng của Hàn Quốc Running Man. Đây là phiên bản thứ ba trên thế giới của loạt chương trình truyền hình Running Man, sau hai phiên bản Hàn Quốc và Trung Quốc. Chương trình được thực hiện dưới sự hợp tác của Đài Truyền hình Thành phố Hồ Chí Minh và đài SBS của Hàn Quốc, và được phát sóng trên kênh HTV7 từ ngày 6 tháng 4 năm 2019. 
Mỗi mùa của Running Man Vietnam được sản xuất bởi một đơn vị khác nhau liên kết với SBS. Trong mùa đầu tiên, Madison Media Group là đơn vị sản xuất chính cho chương trình, trước khi chuyển giao vị trí này cho Đông Tây Promotion vào năm 2021. Vào năm 2025, Forest Studio trở thành nhà sản xuất tiếp theo của Running Man Vietnam, đánh dấu sự trở lại của chương trình sau bốn năm.

## Định dạng
Tương tự các phiên bản Running Man khác, Running Man Vietnam cũng có các vòng thi là những trò chơi nhằm tìm ra manh mối hoặc thu thập số lượng để phục vụ cho trò chơi Xé bảng tên - trò chơi quyết định người thắng cuộc của mỗi cuộc đua. Running Man Vietnam cũng phân người chơi theo các đội hoặc chơi độc lập từng người.

## Phát triển và sản xuất

### Mùa 1 (2019) –Chạy đi chờ chi
Khoảng giữa tháng 4 năm 2018, Madison Media Group chính thức công bố sản xuất Running Man phiên bản Việt. Công ty này thông báo sẽ hợp tác cùng hai đài truyền hình lớn của Hàn Quốc (Seoul Broadcasting System và Korean Broadcasting System) để sản xuất chương trình, đồng thời xây dựng mô hình sản xuất nội dung với tiêu chuẩn quốc tế tại thị trường Việt Nam.
Vào ngày 20 tháng 3 năm 2019, trong buổi họp báo ra mắt chương trình, chương trình truyền hình thực tế Running Man phiên bản Việt có tên Chạy đi chờ chi đã chính thức được công bố, với bảy thành viên chính là Trấn Thành, Ninh Dương Lan Ngọc, Liên Bỉnh Phát, BB Trần, Trương Thế Vinh, Ngô Kiến Huy, Jun Phạm.

### Mùa 2 (2021) –Running Man Vietnam -Chơi là chạy
Sau thành công lớn ở mùa đầu tiên, khán giả đã luôn mong đợi về sự trở lại của chương trình. Tuy nhiên, ảnh hưởng của dịch COVID-19 đã khiến kế hoạch sản xuất mùa 2 trong năm 2020 bị trì hoãn.
Đến ngày 25 tháng 3 năm 2021, nhà sản xuất chính SBS và truyền thông Hàn Quốc đã đồng loạt thông tin về sự trở lại của chương trình ở mùa thứ hai. Theo chia sẻ từ nhà sản xuất, sự trở lại lần này được đầu tư với quy mô lớn hơn cùng nhiều khác biệt nhằm tăng sự hấp dẫn cho chương trình. Dàn nghệ sĩ của mùa 2 quy tụ chín người nổi tiếng đến từ nhiều lĩnh vực khác nhau thay vì bảy người như mùa đầu tiên. Ngoài việc giữ lại một số thành viên quen thuộc, chương trình còn có sự xuất hiện của những gương mặt mới, là những nghệ sĩ trẻ nổi tiếng và sở hữu lượng hâm mộ đông đảo.
| “                                                                    | Do đại dịch diễn ra trên toàn thế giới, các dự án hợp tác sản xuất toàn cầu đã bị trì trệ trong hơn một năm qua. Với sự trở lại của Running Man bản Việt mùa 2 lần này, chúng tôi đang cố gắng hết sức để chuẩn bị thật tốt. Có thể gọi đây là sự dịch chuyển đáng mong đợi để đối phó với tình hình khó khăn khi đưa các nội dung Hàn Quốc (K-Contents) trở lại sau dịch. | ” |
| — Kim Yong-jae, Phó giám đốc Ban Nội dung giải trí toàn cầu của SBS, | |   |

Thông qua các minigame trên trang mạng chính thức của chương trình, Running Man Vietnam đã công bố các thành viên của mùa 2 bao gồm: Trường Giang, Ninh Dương Lan Ngọc, Karik, Jun Phạm, Liên Bỉnh Phát, Trương Thế Vinh, Thúy Ngân, Ngô Kiến Huy và Jack.
Ngày 13 tháng 5 năm 2021, chương trình đã công bố tên gọi mới Running Man Vietnam - Chơi là chạy theo kết quả của một minigame trên trang chính thức của chương trình.

#### Ảnh hưởng của đại dịch COVID-19 và lùi lịch phát sóng
Đến đầu tháng 5 năm 2021, chương trình đã ghi hình được một số tập phát sóng. Tuy nhiên, do ảnh hưởng của đại dịch COVID-19 tại Việt Nam, lịch ghi hình của chương trình phải lùi lại để đảm bảo an toàn cho đội ngũ sản xuất và người chơi. Running Man Vietnam mùa 2 ban đầu được dự định lên sóng vào tháng 7 năm 2021 nhưng đến ngày 1 của tháng này, nhà sản xuất thông báo dời lịch phát sóng chương trình đến tháng 9. Tập đầu tiên của chương trình đã lên sóng vào ngày 19 tháng 9 năm 2021. Việc ghi hình các tập tiếp theo của Running Man đã được tiếp tục ngay khi tình hình dịch bệnh trong nước ổn định trở lại với đợt ghi hình tại Phú Quốc trong tháng 11, cũng là đợt ghi hình cuối cùng của mùa 2.

### Mùa 3 (2025) –Running Man Vietnam 3 -Chạy ngay đi
Vào ngày 19 tháng 2 năm 2025, sau bốn năm kể từ phiên bản Chơi là chạy, Forest Studio đã công bố khởi động mùa thứ ba của Running Man Vietnam, đồng thời xác nhận là nhà sản xuất mới của chương trình tại Việt Nam. Được biết đến với việc sáng tạo các chương trình như Xuân hạ thu đông rồi lại xuân và Mùi vị những chuyến đi, đơn vị này cũng sẽ phối hợp với SBS để sản xuất và phát sóng trong năm 2025.
Vào ngày 6 tháng 6, nhà sản xuất chính thức công bố tên gọi mới Running Man Vietnam - Chạy ngay đi theo kết quả của một minigame trên trang chính thức của chương trình. Sau đó, thông qua các minigame mà đơn vị sản xuất tổ chức trên trang mạng chính thức của chương trình, Running Man Vietnam đã công bố các thành viên của mùa 3 bao gồm Trấn Thành, Liên Bỉnh Phát, Ninh Dương Lan Ngọc, Quang Tuấn, Anh Tú Atus, Quang Trung và Quân A.P. Trong danh sách, Ninh Dương Lan Ngọc, Liên Bỉnh Phát là hai thành viên cũ từ mùa 2, Trấn Thành là thành viên cũ từ mùa 1, còn lại đều là thành viên mới nhất. Sau đó, vào ngày 10 tháng 7, Running Man Vietnam công bố Lê Nhân sẽ là thành viên tiếp theo trong đội hình các thành viên, ngoài ra, anh còn có vai trò đặc biệt là người dựng chuyện.

## Phát sóng
Ở mùa đầu tiên, chương trình được phát sóng vào lúc 19:30 thứ 7 hàng tuần trên kênh HTV7 và được phát sóng trên các kênh khác vào lúc 20:00, 20:10 và 20:45 thứ 7 hàng tuần. Bảy thành viên chính của mùa đầu tiên đã được công bố bao gồm: Ninh Dương Lan Ngọc, Ngô Kiến Huy, Jun Phạm, Trấn Thành, BB Trần, Liên Bỉnh Phát và Trương Thế Vinh.
Mùa thứ hai của chương trình được phát sóng vào lúc 20:30 chủ nhật hàng tuần trên kênh HTV7 và đồng thời trên ứng dụng VieON, bắt đầu từ ngày 19 tháng 9 năm 2021, phát lại vào 14:20 thứ 3 trên HTV7, 17:30 thứ 7 trên HTV2, 13:45 chủ nhật trên HTV9, 20:00 chủ nhật trên VTVCab 1 - Vie Giải Trí. Ngoài ra, chương trình cũng được phát sóng tại Hàn Quốc và nhiều quốc gia khác. Các thành viên Ninh Dương Lan Ngọc, Liên Bỉnh Phát, Ngô Kiến Huy, Trương Thế Vinh và Jun Phạm đều trở lại trong mùa thứ hai, cùng với Thúy Ngân, Karik, Trường Giang và Jack là những người mới gia nhập trong chương trình.
Ở mùa thứ ba, chương trình được bắt đầu phát sóng từ tháng 10 năm 2025. Các thành viên như Ninh Dương Lan Ngọc và Liên Bỉnh Phát  thì trở lại từ mùa thứ hai, cùng với những thành viên mới như Quang Tuấn, Anh Tú Atus, Quân A.P và Quang Trung. Cùng với đó, Trấn Thành — một thành viên cũ từ mùa đầu tiên và không tham gia trong phần thứ hai, quyết định tham gia vào mùa thứ ba. Ngoài ra, Lê Nhân được chọn làm người dựng chuyện chính của mùa thứ ba, và đây cũng là lần đầu tiên mà vai trò này xuất hiện trong cả 3 mùa của chương trình.

## Thành viên

### Thành viên hiện tại
| STT | Tên                 | Tên thật            | Ngày sinh         | Nghề nghiệp                 | Vai trò           | Biệt danh                                     | Mùa tham gia |
| --- | ------------------- | ------------------- | ----------------- | --------------------------- | ----------------- | --------------------------------------------- | ------------ |
| 1   | Quang Tuấn          | Ngô Quang Tuấn      | 14 tháng 3, 1985  | Diễn viên                   | Người chơi        | Em xinh                                       | 3            |
| 2   | Trấn Thành          | Huỳnh Trấn Thành    | 5 tháng 2, 1987   | Diễn viên, MC, nhà làm phim | Người chơi        | Khủng long, Đuông dừa, Xìn                    | 1, 3         |
| 3   | Ninh Dương Lan Ngọc | Ninh Dương Lan Ngọc | 4 tháng 4, 1990   | Diễn viên                   | Người chơi        | Ngọc nữ cơ hội, Nọc, Bé Nớt, Bé Mèo, Thỏ hồng | 1–3          |
| 4   | Liên Bỉnh Phát      | Liên Bỉnh Phát      | 25 tháng 11, 1990 | Diễn viên                   | Người chơi        | Mầm non giải trí, Bé Bỉnh, Báo đen            | 1–3          |
| 5   | Lê Nhân             | Lê Nhân             | 13 tháng 9, 1991  | Diễn viên                   | Người dựng chuyện |                                               | 3            |
| 6   | Anh Tú Atus         | Bùi Anh Tú          | 3 tháng 10, 1993  | Diễn viên, ca sĩ            | Người chơi        |                                               | 3            |
| 7   | Quang Trung         | Trần Quang Trung    | 19 tháng 3, 1994  | Diễn viên                   | Người chơi        |                                               | 3            |
| 8   | Quân A.P            | Phạm Anh Quân       | 24 tháng 1, 1997  | Ca sĩ                       | Người chơi        | Em út 2G                                      | 3            |

### Cựu thành viên
| STT | Tên             | Tên thật               | Ngày sinh        | Nghề nghiệp                   | Vai trò    | Biệt danh                         | Mùa tham gia |
| --- | --------------- | ---------------------- | ---------------- | ----------------------------- | ---------- | --------------------------------- | ------------ |
| 1   | Trường Giang    | Võ Vũ Trường Giang     | 20 tháng 4, 1983 | Diễn viên, MC                 | Người chơi | Anh già                           | 2            |
| 2   | Jun Phạm        | Phạm Duy Thuận         | 24 tháng 7, 1989 | Ca sĩ, diễn viên, MC, nhà văn | Người chơi | Thỏ trắng                         | 1, 2         |
| 3   | Trương Thế Vinh | Nguyễn Xuân Vinh       | 22 tháng 5, 1984 | Ca sĩ, diễn viên              | Người chơi | Voi biển                          | 1, 2         |
| 4   | Thúy Ngân       | Lê Huỳnh Thúy Ngân     | 5 tháng 4, 1991  | Diễn viên, người mẫu          | Người chơi | Hoa săn mồi, Đà điểu              | 2            |
| 5   | Ngô Kiến Huy    | Lê Thành Dương         | 29 tháng 6, 1988 | Ca sĩ, diễn viên, MC          | Người chơi | Thỏ đen, Bắp, Thánh nhọ, Tay thối | 1, 2         |
| 6   | Karik           | Phạm Hoàng Khoa        | 12 tháng 4, 1989 | Rapper                        | Người chơi | Rik                               | 2            |
| 7   | BB Trần         | Trần Phan Quốc Bảo     | 20 tháng 8, 1990 | Diễn viên, người mẫu          | Người chơi | Thánh chơi dơ                     | 1            |
| 8   | Jack            | Trịnh Trần Phương Tuấn | 12 tháng 4, 1997 | Ca sĩ, rapper                 | Người chơi | Em út                             | 2            |

## Danh sách tập
| Mùa | Mùa | Tập | Phát sóng gốc       | Phát sóng gốc       |
| Mùa | Mùa | Tập | Phát sóng lần đầu   | Phát sóng lần cuối  |
| --- | --- | --- | ------------------- | ------------------- |
|     | 1   | 15  | 6 tháng 4 năm 2019  | 20 tháng 7 năm 2019 |
|     | 2   | 16  | 19 tháng 9 năm 2021 | 2 tháng 1 năm 2022  |
|     | 3   |     | Tháng 10 năm 2025   |                     |

## Đón nhận

### Mùa 1 (2019) –Chạy đi chờ chi
Sau khi phát sóng mùa đầu tiên, Chạy đi chờ chi - phiên bản Việt của Running Man được đánh giá là thành công không thua kém phiên bản nào khác từng được thực hiện trước đó. Chương trình cũng đã nhận được sự yêu thích và ủng hộ rất lớn của khán giả, đặc biệt là đối với các khán giả trẻ.
Một trong những yếu tố tạo nên thành công của chương trình chính là nhờ sự hợp tác, đầu tư bài bản và nghiêm túc giữa đại diện Việt Nam (Madison Media Group) và SBS Hàn Quốc, có đội ngũ giàu kinh nghiệm thực hiện phiên bản gốc kết hợp ăn ý cùng ê-kip sản xuất chuyên nghiệp từ Việt Nam. Chạy đi chờ chi nổi bật hơn hẳn về nội dung mới lạ, ý tưởng sáng tạo và sự tỉ mỉ trong từng cảnh quay, đặc biệt là về số lượng máy quay được đầu tư cho thấy sự hoành tráng của ê-kip sản xuất, mọi khoảnh khắc được bắt trọn, không sót bất cứ một chi tiết thú vị nào, từ đó khán giả có cảm giác như được có mặt tại địa điểm quay thật, được tận mắt trải nghiệm cảm xúc của các nghệ sĩ tham gia chương trình, cảm nhận được mức độ thử thách trong từng nhiệm vụ một cách chân thật nhất.
Bên cạnh đó, Chạy đi chờ chi tập hợp 7 con người với 7 tính cách hoàn toàn khác biệt, nhưng khi cùng nhau bước vào các thử thách thì lại ăn ý và phù hợp không tưởng. Sự "ngây thơ" của Liên Bỉnh Phát, sức mạnh khủng của Trấn Thành, tính cách hiền lành đối lập bề ngoài cơ bắp của Trương Thế Vinh, những màn 'chơi dơ' đầy sáng tạo của BB Trần, bộ đôi "đẹp trai ăn hại" Jun Phạm, Ngô Kiến Huy, hay những màn giãy đạp không thương tiếc từ Lan Ngọc đã khiến khán giả yêu quý tất cả như nhau, và để lại hàng nghìn bình luận yêu cầu đừng đổi cast trong các mùa sau. Sự ủng hộ này đến từ sự yêu thích chương trình, xen lẫn cảm giác gần gũi, gắn bó với 7 thành viên vì đã nhìn thấy sự đoàn kết, chân thật, tình cảm và yêu quý lẫn nhau giữa các thành viên.
Hai yếu tố kể trên đã giúp cho chương trình vẫn chiếm được tình cảm của khán giả truyền hình, dù trước đó, phiên bản gốc tại Hàn Quốc đã rất thành công.

### Mùa 2 (2021) –Running Man Vietnam - Chơi là chạy
Những tập đầu tiên của Running Man Vietnam mùa 2 khi lên sóng đã gây ra những phản ứng trái chiều. Nhiều khán giả cho rằng chương trình khá nhạt nhòa, thiếu sự gay cấn và sự tương tác thiếu tự nhiên giữa các thành viên khiến chương trình trở nên gượng gạo. Không ít người nhận định những thành viên mới như Trường Giang, Thúy Ngân, Jack có vẻ không hợp với chương trình. Bên cạnh đó, việc dành quá nhiều thời gian cho phần mở đầu, chẳng hạn như phần giới thiệu các thành viên ở tập 2 khiến chương trình gây cảm giác lê thê, dài dòng. Sự xuất hiện của Karik ở tập 4 bị cho là được dàn dựng vụng về, lộ liễu; trong khi quảng cáo trong tập này cũng lộ liễu và thiếu thuyết phục.
Tuy nhận về những phản ứng trái chiều nhưng Running Man Vietnam mùa 2 đã ghi nhận tỷ suất lượt xem tập 1 là 5%, gấp đôi so với tập 1 của mùa đầu tiên (2,4%). Các tập phát sóng của chương trình vẫn có lượt xem cao và chiếm vị trí đầu tiên trong cùng khung giờ và về xếp hạng khán giả dành cho lứa tuổi 15 - 45 trên truyền hình và trên các nền tảng trực tuyến như YouTube và VieON. Đến tập 5, dù được đánh giá là kịch tính, hài hước hơn nhưng chương trình không thể lọt vào vị trí cao trên bảng xếp hạng thịnh hành YouTube. Một số ý kiến khán giả cho rằng vì Jack vắng mặt nên các fan không còn "cày view" nữa, số khác cho rằng chương trình có thể đang nhường Rap Việt - một chương trình khác cũng lên sóng vào thời điểm cuối tuần. Những tập sau đó, chương trình dần quay trở lại vị trí thịnh hành trên YouTube. Chất lượng của chương trình được khán giả đánh giá là tốt hơn hẳn so với những tập đầu tiên.

## Tranh cãi

### Mùa 1 (2019) –Chạy đi chờ chi
Trong suốt mùa đầu tiên, hàng loạt thương hiệu được nhà sản xuất chương trình 'thẳng tay' cài cắm vào chương trình. Không thiếu ví dụ: tính năng sạc pin siêu nhanh của một hãng điện thoại được giới thiệu thản nhiên trong thử thách Đố vui cầu thăng bằng ở tập 5, hay thậm chí một thương hiệu bánh ngọt xuất hiện xuyên suốt thử thách Thần giao cách cảm của tập 7... Việc quảng cáo quá lộ liễu, chiếm nhiều thời lượng và nhiều khi không liên quan đến chương trình như vậy phần nào khiến người xem khó chịu. Phản bác lại, có ý kiến cho rằng đây chỉ là một lẽ tất yếu bởi nếu không quảng cáo, nhà sản xuất sẽ chẳng thể duy trì kinh phí thực hiện chương trình. Nếu khán giả muốn tiếp tục được thưởng thức Chạy đi chờ chi thì cần chấp nhận chuyện này.
Những cảnh tình tứ của Trấn Thành và Hari Won trong tập 9 cũng gây ra không ít khó chịu cho khán giả. Họ cho rằng cả hai đang làm lố và thể hiện tình cảm quá mức, dẫu biết cả hai rất yêu thương nhau. Hơn nữa, dù chung đội với Lan Ngọc nhưng Trấn Thành lại bỏ bê cả đồng đội khiến cô rơi vào tình huống khó xử. Cư dân mạng cho rằng, khi tham gia chương trình nên để ý đến mọi người xung quanh, chương trình chứ không phải ngoài đời thực nên cặp đôi cần chú ý hơn về hành động của mình, tránh làm ảnh hưởng đến mọi người.

### Mùa 2 (2021) –Running Man Vietnam - Chơi là chạy
Ngay từ khi dàn cast của mùa 2 được công bố, cộng đồng mạng đã nổ ra nhiều luồng ý kiến trái chiều. Hầu hết đều bày tỏ sự không đồng tình với đội hình mới của Running Man Vietnam. Hơn nữa, với đội hình có đến gần nửa số thành viên đang nắm giữ vai trò cốt cán của 7 nụ cười xuân, một số khán giả còn ví von mùa 2 này không khác gì 7 nụ cười xuân phiên bản ngoài trời.
Việc vướng vào bê bối tình cảm khiến Jack nhận nhiều sự phẫn nộ từ công chúng, và một bộ phận cư dân mạng yêu cầu ban tổ chức Running Man Vietnam loại Jack ra khỏi đội hình chính. Không chỉ đi kèm hashtag nhằm tẩy chay Jack và Running Man mùa 2, hàng loạt bình luận còn yêu cầu chương trình thay thế Jack bằng BB Trần và Trấn Thành - 2 nhân vật đã gây được tiếng vang ở mùa 1 nhưng lại bị gạch tên ở mùa 2.
Trong buổi giao lưu trực tuyến với khán giả vào tối ngày 9 tháng 9 năm 2021, nhà sản xuất đã thông tin chính thức về những sự việc này. Liên quan đến bê bối của Jack, ông Triệu Thế Hiệp cho biết phía Jack đã chủ động làm việc với nhà sản xuất cũng như có thông báo và cam kết khắc phục sự cố nhằm lấy lại niềm tin của khán giả đối với Jack. Đối với sự vắng mặt của Trấn Thành và BB Trần, ông từ chối bình luận và cho rằng dù chương trình mong muốn được hợp tác với các nghệ sĩ để tạo nên sắc màu đa dạng nhưng điều đó còn tùy thuộc vào nhiều yếu tố khác như kịch bản, mong muốn hay lịch trình của khách mời có phù hợp không.
Tuy chương trình không tiết lộ sự xuất hiện của Jack, nhưng sự góp mặt của anh trong những tập phát sóng đầu tiên của chương trình bất chấp "làn sóng" phản đối từ phía khán giả trước đó đã khiến nhiều người bức xúc cho rằng nhà sản xuất lẫn đài truyền hình phát sóng chương trình đã quá coi thường người xem. Chuyên gia truyền thông Nguyễn Ngọc Long cho rằng, cách xuất hiện của Jack tại chương trình là chọc tức khán giả, xem thường sự phẫn nộ của dư luận, đồng thời khẳng định hình ảnh của Jack ở thời điểm này rất dễ trở thành tiền lệ xấu, cổ xúy các nghệ sĩ trẻ làm theo.
Sau khi tập 2 của chương trình đạt vị trí top 1 thịnh hành YouTube, một tài khoản Facebook được cho là của thành viên trong ê-kíp sản xuất chương trình đã chia sẻ thông tin này với lời lẽ mang tính thô tục với khán giả. Lập tức, cư dân mạng nổi giận và tấn công trang Facebook lẫn kênh YouTube chính thức của Running Man Vietnam với lời lẽ nặng nề. Người này sau đó đã tạm khóa tài khoản của mình, nhưng nhà sản xuất vẫn chưa lên tiếng về sự việc.
Tối ngày 14 tháng 10 năm 2021, chương trình công bố áp phích giới thiệu tập 5, trong đó chỉ có 8 thành viên và không có Jack. Trong bài đăng của mình, chương trình không đề cập đến điều này. Việc Jack biến mất khỏi bức hình trở thành đề tài bàn tán trên mạng xã hội. Một số người bày tỏ khó hiểu trước sự "biến mất" của Jack, trong khi đa số cư dân mạng cho rằng đây là có lẽ là động thái mới của nhà sản xuất sau thời gian bị "ném đá" dữ dội vì sự xuất hiện của nam ca sĩ sau bê bối đời tư. Bên cạnh đó, nhiều ý kiến cũng cho rằng nếu Jack bị loại từ tập 5 thì đây là hành động quá muộn màng từ nhà sản xuất chương trình, vì việc loại Jack ngay từ đầu lẽ ra đã có thể chiếm được thiện cảm của công chúng. Mặc dù Jack không còn xuất hiện trong chương trình từ tập 5, chương trình vẫn để anh xuất hiện trong poster vận động bình chọn giải Mai Vàng gây tranh cãi.
Ở tập 8, khi các thành viên đang hát bài hát nhằm trêu ghẹo Ngô Kiến Huy, ở góc quay các thành viên đang trêu chọc xuất hiện thêm một Ngô Kiến Huy khác. Sai sót này là do lỗi cắt ghép của nhà sản xuất khi hoán đổi cảnh hát mừng sinh nhật từ phần chơi của một thành viên khác.
Tập 10 của chương trình phát sóng vào ngày 21 tháng 11 bị chỉ trích vì đưa ra luật chơi không công bằng. Cụ thể, việc một mình Kim Jong-kook đối đầu với 8 thành viên mà không được sử dụng bất kỳ năng lực nào, thêm vào đó các thành viên khác lại có được năng lực của mình để xé bảng tên khiến nhiều khán giả đặt ra câu hỏi về sự công bằng với Kim Jong-kook. Thậm chí chính anh còn không biết về luật chơi của chương trình có kèm việc các thành viên của Running Man Vietnam có được "siêu năng lực" này. Ngoài ra, khán giả cũng phản ứng khi Kim Jong-kook không được giới thiệu và giao lưu một cách tử tế trong chương trình dù là khách mời duy nhất của tập phát sóng này.
Bên cạnh đó, chương trình còn vấp phải nhiều ý kiến trái chiều khác như việc Thúy Ngân bị cho là quá hơn thua khi tham gia chương trình, hay tranh cãi về vai trò của Trường Giang trong chương trình...

## Nhà tài trợ

### Mùa 1 (2019) –Chạy đi chờ chi
- Điện thoại Oppo
- Bánh ngọt ORION ChocoPie
- Nước uống Good Mood
- Xe điện VinFast

### Mùa 2 (2021) –Running Man Vietnam -Chơi là chạy
- Nước tăng lực Rock Energy
- Điện thoại Vivo
- CHIN-SU FOODS
- Xúc xích Ponnie

### Mùa 3 (2025) –Running Man Vietnam 3 -Chạy ngay đi
- CHIN-SU FOODS
- Nước mắm Nam Ngư CHIN-SU
- Nước xả vải Downy
- Nhà hàng Dookki

## Nhạc chủ đề
Qua cuộc thi Sáng tác Ca khúc Chủ Đề Running Man 2021, các bài hát đã được chọn là:
- "Chơi là chạy" – Sóc Nâu
- "Chạy" – MC Wiz
- "Running Man Việt Nam" – Feel Sound Midside
- "Chạy đi" – A.C Xuân Tài
- "Chần chờ chi" – Phạm Lịch
- "Vô tư nơi bình yên" – Green
- "Ngày đẹp hơn sẽ tới" – Yết Yết
- "Running Man Run Again" – Trịnh Thanh Trúc

## Giải thưởng và đề cử
| Năm  | Giải thưởng                  | Hạng mục                         | Đề cử                                    | Kết quả   | TK            |
| ---- | ---------------------------- | -------------------------------- | ---------------------------------------- | --------- | ------------- |
| 2019 | Giải Mai Vàng                | Chương trình truyền hình         | Chạy Đi Chờ Chi                          | Đề cử     | [ 66 ]        |
| 2019 | WeChoice Awards              | TV Show của năm                  | Chạy Đi Chờ Chi                          | Đề cử     | [ 67 ]        |
| 2019 | Men&life Awards              | Dream Team của năm               | Team Chạy Đi Chờ Chi                     | Đoạt giải | [ 68 ]        |
| 2021 | Vietnam Entertainment Awards | Nội dung truyền hình của năm     | Running Man Vietnam - Chơi là chạy       | Đoạt giải | [ 69 ] [ 70 ] |
| 2021 | Vietnam Entertainment Awards | Nội dung truyền cảm hứng của năm | Running Man Vietnam - Chơi là chạy       | Đề cử     | [ 69 ] [ 70 ] |
| 2021 | Vietnam Entertainment Awards | Video nổi bật nhất Youtube       | Tập 2 Running Man Vietnam - Chơi là chạy | Đề cử     | [ 69 ] [ 70 ] |

## Hoạt động bên lề

### Mùa 1 (2019) –Chạy đi chờ chi

#### Sự kiện Run For Fun
Sáng 30 tháng 6 năm 2019, Madison Media Group, đơn vị đồng đầu tư sản xuất và điều hành Chạy đi chờ chi đã tổ chức sự kiện chạy Run For Fun, quy tụ hơn 1000 khán giả yêu thích chương trình cùng tham gia đường chạy tại khu vực Hồ Bán Nguyệt, Khu đô thị Phú Mỹ Hưng, Quận 7. Bên cạnh đó, cac fan hâm mộ còn được giao lưu với các thành viên của Chạy đi chờ chi để cùng nhau truyền tải và lan tỏa cảm hứng thể thao đến tất cả mọi người.